# 卢巴雷斯 (阿尔代什省)
卢巴雷斯（法語：Loubaresse，法語發音：[lubaʁɛs]）是法国阿尔代什省的一个市镇，属于拉让蒂耶尔区。

## 地理
卢巴雷斯（44°35'59"N, 4°3'1"E）面积8.99 平方千米，位于法国奥弗涅-罗讷-阿尔卑斯大区阿尔代什省，该省份为法国东南部内陆省份，北起顺时针与卢瓦尔省、伊泽尔省、德龙省、沃克吕兹省、加尔省、洛泽尔省和上盧瓦爾省接壤。
与卢巴雷斯接壤的市镇（或旧市镇、城区）包括：博尔讷、栋纳克、萨布利耶尔、瓦尔戈日。

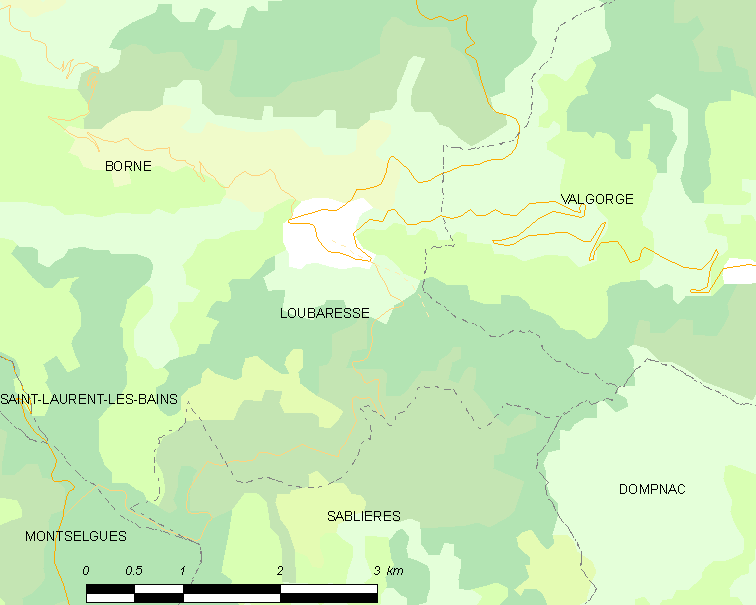
的OSM定位图

卢巴雷斯的时区为UTC+01:00、UTC+02:00（夏令时）。

## 行政
卢巴雷斯的邮政编码为07110，INSEE市镇编码为07144。

## 政治
卢巴雷斯所属的省级选区为阿尔代什塞文县。

## 人口

1962-2008年间人口变化图示

卢巴雷斯于2022年1月1日时的人口数量为45人。